# Boaventura de Pontenza
Boaventura de Potenza, foi um frei franciscano italiano que nasceu no ano de 1711 em Potenza, distinguiu-se pela austeridade de vida, pela obediência e pela grande abnegação de si mesmo. O Papa Pio VI em 1775, aprovou a sua beatificação.

## Biografia

### Nascimento e Juventude
Boaventura de Potenza nasceu no dia 04 de Janeiro de 1651 em Potenza, uma comuna da Itália e seu nome de batismo era Carlo Antonio Gerardo Lavanga. Seus pais se chamavam Lelio Lavagna e Catalina Pica e eram pobres: sabemos que seu pai era alfaiate. Com a idade de 15 anos (4 de outubro de 1666), Carlos ingressou nos Frades Menores Conventuais do Convento de Nocera.

### Atividades na Ordem Franciscana
Ele optou por ser irmão leigo, mas seus superiores o fizeram estudar sacerdote, por isso, depois do noviciado ele fez estudos humanísticos e teológicos em Aversa, Madaloni, Benevento e Amalfi, onde foi ordenado sacerdote. Por 8 anos teve como diretor espiritual o venerável Domingo Giurardelli de Muro Lucano. Apesar de sua resistência a ocupar postos de responsabilidade, Boaventura em outubro de 1703 foi nomeado mestre de noviços e transferido para Nocera dei Pagani, onde se ocupou por quatro anos da formação espiritual dos jovens.
Foi enviado a diversos conventos da ordem franciscana, depois como missionário em diversas regiões da Itália, o beato também é conhecido como um grande pregador, propagando a defesa da Imaculada Conceição de Maria, que ainda neste tempo, não era um dogma confirmado pela Igreja Católica. Em Nápoles, ele se destacou durante uma epidemia, deixando a “memória de um homem santo”, inclusive, é dito que ele curou um leproso abraçando-o. Ele morreu, dizendo o nome de Maria, no dia 26 de outubro de 1711 em Ravello.

### Beatificação
Foi proclamado beato no dia 26 de novembro de 1775 pelo Papa Pio VI na Praça de São Pedro.